# 拉克伦·夏普
拉克伦·夏普（英語：Lachlan Sharp，1997年7月2日—），来自新南威尔士州，澳大利亚男子曲棍球运动员。他曾代表澳大利亚国家队参加2020年夏季奥林匹克运动会曲棍球比赛，获得一枚银牌。